# Oribasios
Oribasios sau Oribasius (c. 325 - c. 395 d.Hr.) a fost medic grec, primul mare medic bizantin, celebru pentru scrierile sale medicale reprezentând compilații ale tuturor cunoștințelor din domeniu din acea epocă.

## Biografie
S-a născut în Asia Mică, la Pergam, acolo unde văzuse lumina zilei și Galenus. Se stabilește la Alexandria, capitala culturală imperiului, unde studiază medicina.
Devine atât de celebru că, în 355, este chemat la curtea imperială de către Iulian Apostatul (331 - 363) și ajunge medicul personal al acestuia. După moartea împăratului, Oribasios este exilat de succesorii acestuia, Flavius Iulius Valens (328 - 378) și Flavius Valentinianus (321 - 375). Ulterior, datorită prestigiului său, este rechemat la Constantinopol, capitala imperiului.

## Contribuții
Cea mai celebră realizare a sa o constituie lucrarea Colecții medicale, o serie de 70 de cărți, conținând extrase din scrierile marilor autori ai antichității din domeniul medical. Marea compilația a fost realizată la solicitarea împăratului Iulian și a reprezentat o lucrare de referință pentru generații întregi de medici.